# トリー・バーチ

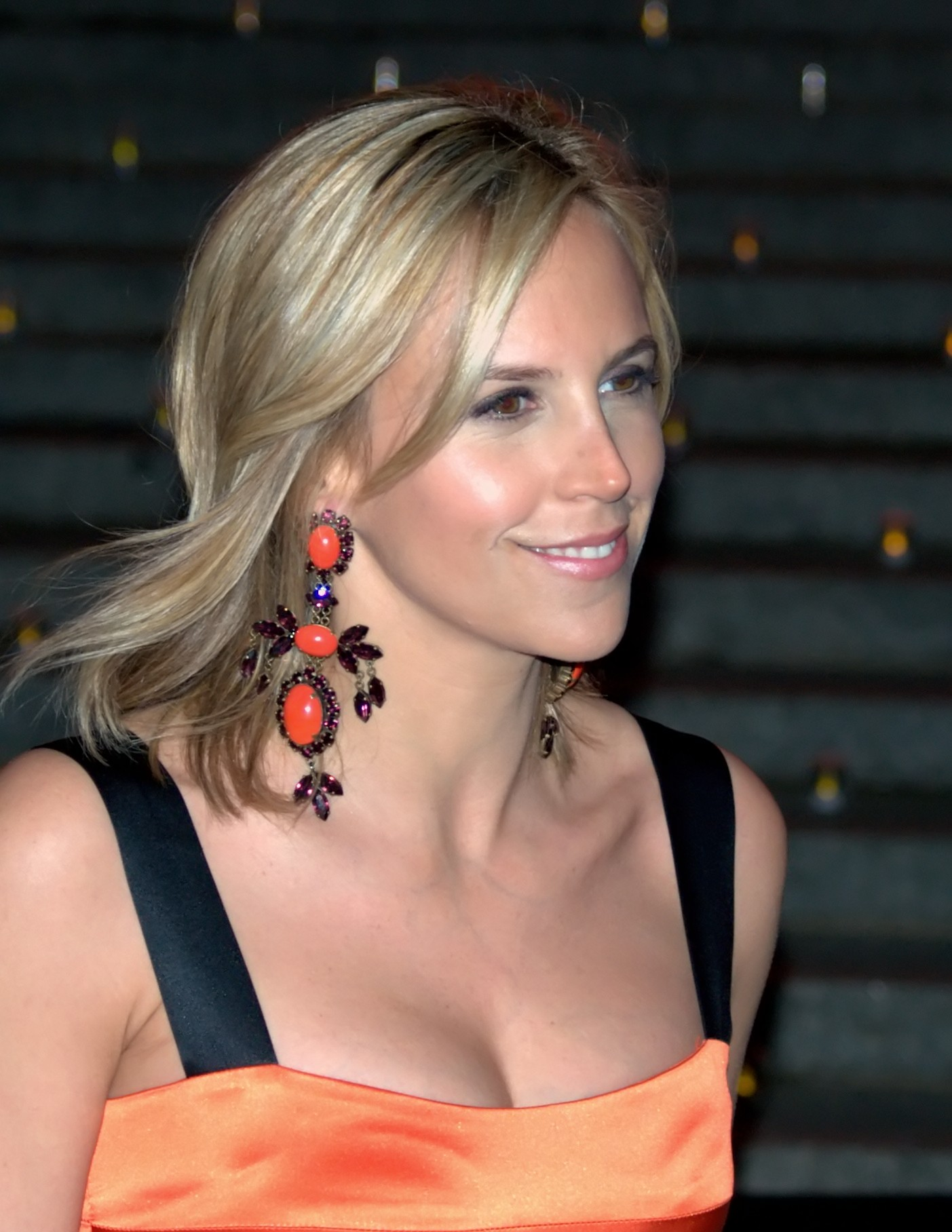
トリー・バーチ（2009年）

トリー・バーチ（英語: Tory Burch、生家の姓はRobinson、1966年6月17日 - ）は、アメリカ合衆国のファッションデザイナー、慈善家である。また彼女が設立したファッションブランドである。

## 経歴

### 生い立ち
ペンシルベニア州バレーフォージで生まれ、Reva（néeSchapira）とIra Earl "Bud" Robinson（1923年 - 2007年）の娘である。彼女は、バレーフォージ国立歴史公園の近くにある250歳のジョージ王朝時代のバレーフォージの農家で3人の兄弟と共に育てられた。
彼女の父親は、証券取引所と紙コップ会社を相続した裕福な投資家であった。彼はグレース・ケリーとジョアン・ベネットとデートした後、スティーブ・マックイーンとマーロン・ブランドの両方とデートした女優のRevaと結婚した。バーチは母親の側ではユダヤ人である。
バーチはペンシルベニア州ローズモントのアグネスアーウィンスクールに通い、そこでジュエリーデザイナーカラロスの友人である。彼女の最初の仕事は、キングオブプラシャモールのベネトンであった。その後、彼女はペンシルバニア大学で美術史を専攻し、1988年に卒業した。

## 人物
1993年、不動産の大物ハリーB.マックロウの息子であるウィリアムマックロウと結婚し、1年以内に離婚。1996年に、投資家であるJ.クリストファー・バーチと結婚。息子が3人いる。ヘンリー、ニコラス「ニック」、ソーヤー。彼女には3人の継娘もいる。2006年に離婚。彼女は彼の姓を使い続け、しばらくの間ニューヨーク市のアパートで子供たちと一緒に暮らした。
2018年11月、バーチはLVMHファッショングループの前会長兼CEOであるピエール・イヴ・ルーセルと結婚した。彼は2019年初頭にBurchの会社のCEOになり、Burchは執行会長兼最高クリエイティブ責任者になった。
フォーブス誌は彼女が億万長者であり、2013年の純資産が10億ドルであると推定する。

## ファッションブランド
2004年2月、ファッションラベル「TRB by Tory Burch」（後にトリーバーチとして知られる）を始め、マンハッタンのノリータ地区の小売店で立ち上げた。
2018年には、世界中に250の店舗が含まれるようになった。ファッションラインは、世界中の3,000以上のデパートや専門店でも販売されている。
2015年、バーチは別のパフォーマンスアクティブウェアラインであるトリースポーツも導入した。
2019年、日本で「トリー バーチ 銀座店（TORY BURCH GINZA）」（東京都中央区）を開店した。 

## 慈善活動
- アメリカのファッションデザイナー評議会、メモリアルスローンケタリング癌センター、乳癌研究財団、Startup America Partnership、Barnes Foundationの理事会の委員を務めてる。彼女は、ジェイH.ベイカーリテイリングセンターの産業諮問委員会のメンバーであるビジネスのウォートン・スクールとのメンバー外交問題評議会を開いた。彼女は2007年春のガラ議長を務めアメリカンバレエシアターを務めた。
- 2009年、バーチは、中小企業向け融資、メンタリング、起業家教育を通じて米国の女性の経済的エンパワーメントを支援するトーリーバーチ財団を設立。基盤が現在ACCION USA、1991年に設立された非営利国内のマイクロファイナンス・プロバイダーと提携しているバーチの店舗は、その収益基盤の仕事をサポートする製品を販売してる。その取り組みの中で、Tory Burch Foundationは、Goldman Sachs 10,000 Small BusinessesおよびBabson Collegeと協力して、起業家教育プログラムを提供してる。また、同財団はフェロー競争を提供しており、女性起業家にビジネス教育助成金、1年間のメンタリング、50,000ドルの助成金と50,000ドルの無利子投資を競う機会を提供。
- 2014年、同財団はバンクオブアメリカのイニシアチブであるエリザベスストリートキャピタルを立ち上げ、女性起業家に低コストの融資、指導支援、ネットワーキングの機会を提供しました。このイニシアチブは、もともと最初のトリーバーチブティックの場所にちなんで名付けられましたが、現在はトリーバーチ財団の資本プログラムとして知られている。2017年11月までに、バンクオブアメリカは合計5,000万ドルをプログラムにコミットし、2018年までにプログラムは毎月100万ドルのローンを促進した。2019年3月にはこのプログラムは2,500人以上の女性に4,600万ドル以上の融資を提供しており、バンクオブアメリカはさらに5,000万ドルを誓約した。
- 2014年4月、オバマ政権は、米国および世界中で次世代の起業家の開発に取り組んでいる成功したアメリカ人ビジネスマンのグループであるグローバルアントレプレナーシップの大統領大使の就任メンバーにBurchを指名しました。PAGEの他のメンバーには、LinkedInの共同設立者であるReid Hoffman、およびエンターテイメントプロデューサーのQuincy Jonesが含まれる。
- 2017年3月、国際女性の日と女性の歴史の月に合わせて、トリーバーチ財団は抱擁野望を開始した。これは、野心の周りに存在する二重基準に対処するためのグローバルキャンペーンであり、女性と男性の両方のさまざまな有名人を紹介するビデオPSAが含まれている。2017年9月には、バーチは作品を書いた時に賃金衡平軒並みどのように女性のための同一賃金給付社会やビジネスに注目した。2018年4月 バーチと彼女の財団は、ニューヨークのリンカーンセンターで、女性の野望を支援し、職場での女性と野望についてのステレオタイプを調べる終日イベントである最初のEmbrace Ambition Summitを主催し、Tory Burch Foundationのウェブサイトでも閲覧できる。2019年3月、エンブレイス・アンビション・イニシアチブは、フィラデルフィア、シカゴ、ダラス、サンフランシスコ、ニューヨークの5都市で連続5日間のスピーカーシリーズを開催した。